# West Peckham
West Peckham es una parroquia civil y un pueblo del distrito de Tonbridge and Malling, en el condado de Kent (Inglaterra).

## Geografía
Según la Oficina Nacional de Estadística británica, West Peckham tiene una superficie de 6,35 km².

## Demografía
Según el censo de 2001, West Peckham tenía 327 habitantes (50,15% varones, 49,85% mujeres) y una densidad de población de 51,5 hab/km². El 23,24% eran menores de 16 años, el 70,95% tenían entre 16 y 74 y el 5,81% eran mayores de 74. La media de edad era de 38,69 años. Del total de habitantes con 16 o más años, el 18,73% estaban solteros, el 74,1% casados y el 7,17% divorciados o viudos.
El 95,47% de los habitantes eran originarios del Reino Unido. El resto de países europeos englobaban al 0,91% de la población, mientras que el 3,63% había nacido en cualquier otro lugar. Según su grupo étnico, el 97,23% eran blancos, el 1,85% mestizos y el 0,92% chinos. El cristianismo era profesado por el 80,73%, el islam por el 0,92% y cualquier otra religión, salvo el budismo, el hinduismo, el judaísmo y el sijismo, por el 0,92%. El 12,54% no eran religiosos y el 4,89% no marcaron ninguna opción en el censo.
158 habitantes eran económicamente activos, todos ellos empleados. Había 122 hogares con residentes, 6 vacíos y 0 eran alojamientos vacacionales o segundas residencias.